# Tjörnarp
Tjörnarp är en tätort i Tjörnarps distrikt (Tjörnarps socken) i Höörs kommun i Skåne län, belägen vid Södra stambanan mellan Tjörnarpssjön och riksväg 23.
Tjörnarps kyrka ligger strax nordväst om tätorten och norr om Tjörnarpsjön i Tjörnarps kyrkby.
Tätorten uppstod sedan det anlagts en station vid stambanan 1874.

## Historia

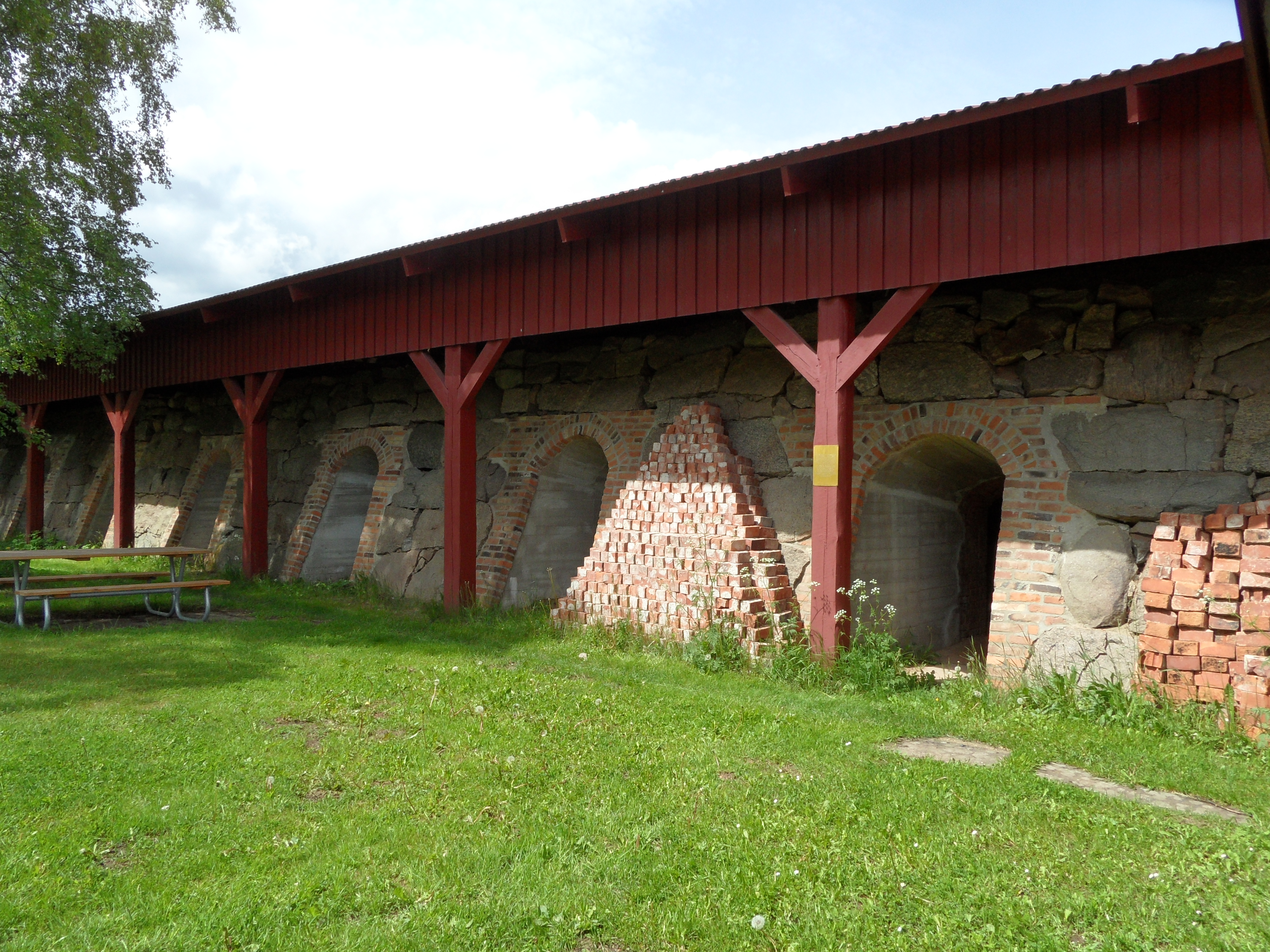
Ringugnen vid Gunnarps tegelbruk

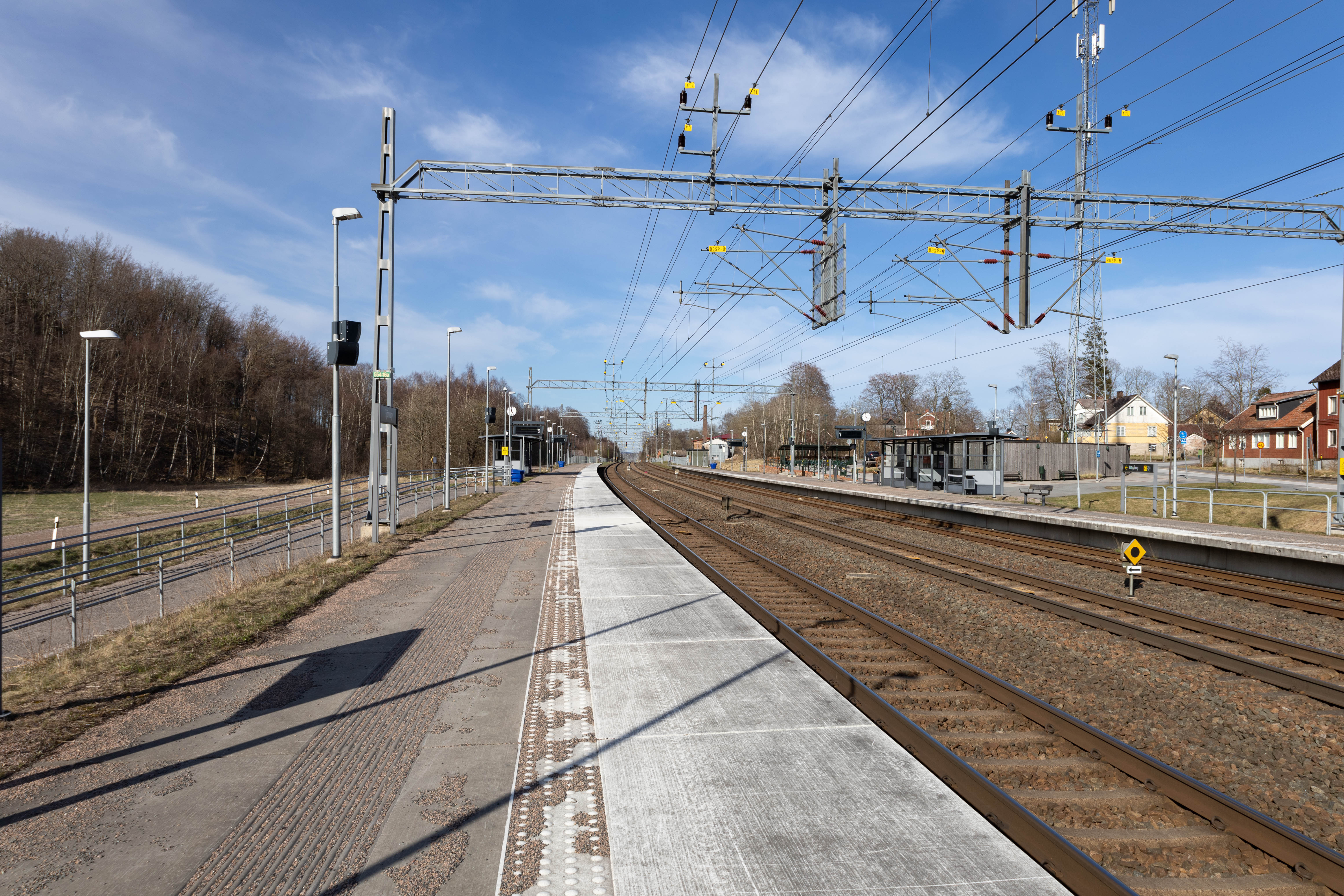
Tjörnarps station

Tjörnarp omtalas tidigare under namnen Thyrnetorp och Tiörenrup. Tjörnarp har mycket gamla anor och det finns stenåldersbosättning och järnåldersgravar dokumenterade. Sockenkyrkan i Tjörnarps socken, Tjörnarps gamla kyrka är en kyrkoruin från 1100-talet med en ödekyrkogård. 1864 byggdes Tjörnarps nya kyrka, medan den gamla revs.
På 1850-talet började man tillverka tegel i byn då Gunnarpsdalen var mycket rik på lera. 1898 byggdes en stor ringugn i gråsten med tegelklädda valgångar. Produktionen av tegelsten låg på ungefär 3 miljoner per år fram till 1958, då ugnen brann ner och tillverkningen upphörde. I dag är ugnen en turistattraktion och sevärdhet.
Efter andra världskriget fanns här ett interneringsläger för personer som flytt i samband med Tysklands kapitulation.
Stationen vid Södra stambanan som tillkom 1874 gynnade Tjörnarp. På 1950-talet fanns det många små industrier i Tjörnarp såsom Gunnarps tegelbruk, stärkelsefabrik, kappfabrik, strumpfabrik, mejeri och kvarn. Det fanns även nio pensionat i orten med en mängd semesterhem. Ett av dem finns fortfarande kvar, Tjörnarps kursgård, som i dag är en stugby för semestrande danskar.

### Befolkningsutveckling
| Befolkningsutvecklingen i Tjörnarp 1960–2020 | Befolkningsutvecklingen i Tjörnarp 1960–2020 | Befolkningsutvecklingen i Tjörnarp 1960–2020 | Befolkningsutvecklingen i Tjörnarp 1960–2020 | Befolkningsutvecklingen i Tjörnarp 1960–2020 |
| -------------------------------------------- | -------------------------------------------- | -------------------------------------------- | -------------------------------------------- | -------------------------------------------- |
|                                              |                                              |                                              |                                              |                                              |
| År                                           |                                              |                                              | Folkmängd                                    | Areal (ha)                                   |
| 1960                                         | 1960                                         |                                              | 504                                          |                                              |
| 1965                                         | 1965                                         |                                              | 473                                          |                                              |
| 1970                                         | 1970                                         |                                              | 486                                          |                                              |
| 1975                                         | 1975                                         |                                              | 472                                          |                                              |
| 1980                                         | 1980                                         |                                              | 636                                          |                                              |
| 1990                                         | 1990                                         |                                              | 699                                          | 118                                          |
| 1995                                         | 1995                                         |                                              | 704                                          | 118                                          |
| 2000                                         | 2000                                         |                                              | 722                                          | 118                                          |
| 2005                                         | 2005                                         |                                              | 742                                          | 118                                          |
| 2010                                         | 2010                                         |                                              | 731                                          | 118                                          |
| 2015                                         | 2015                                         |                                              | 829                                          | 264                                          |
| 2020                                         | 2020                                         |                                              | 896                                          | 274                                          |
|                                              |                                              |                                              |                                              |                                              |

## Samhället
I Tjörnarp finns mindre företag, skola och förskola. Från och med december 2014 stannar åter tågen i Tjörnarp med Pågatågen.
De största företagen är Backer och Tjörnarpsbuss.
Den 20 april 1931 öppnade Höörs kooperativa konsumtionsförening en filial i Tjörnarp. Butiken fanns kvar åtminstone in på 1950-talet, men upphörde senare.